# Classificados

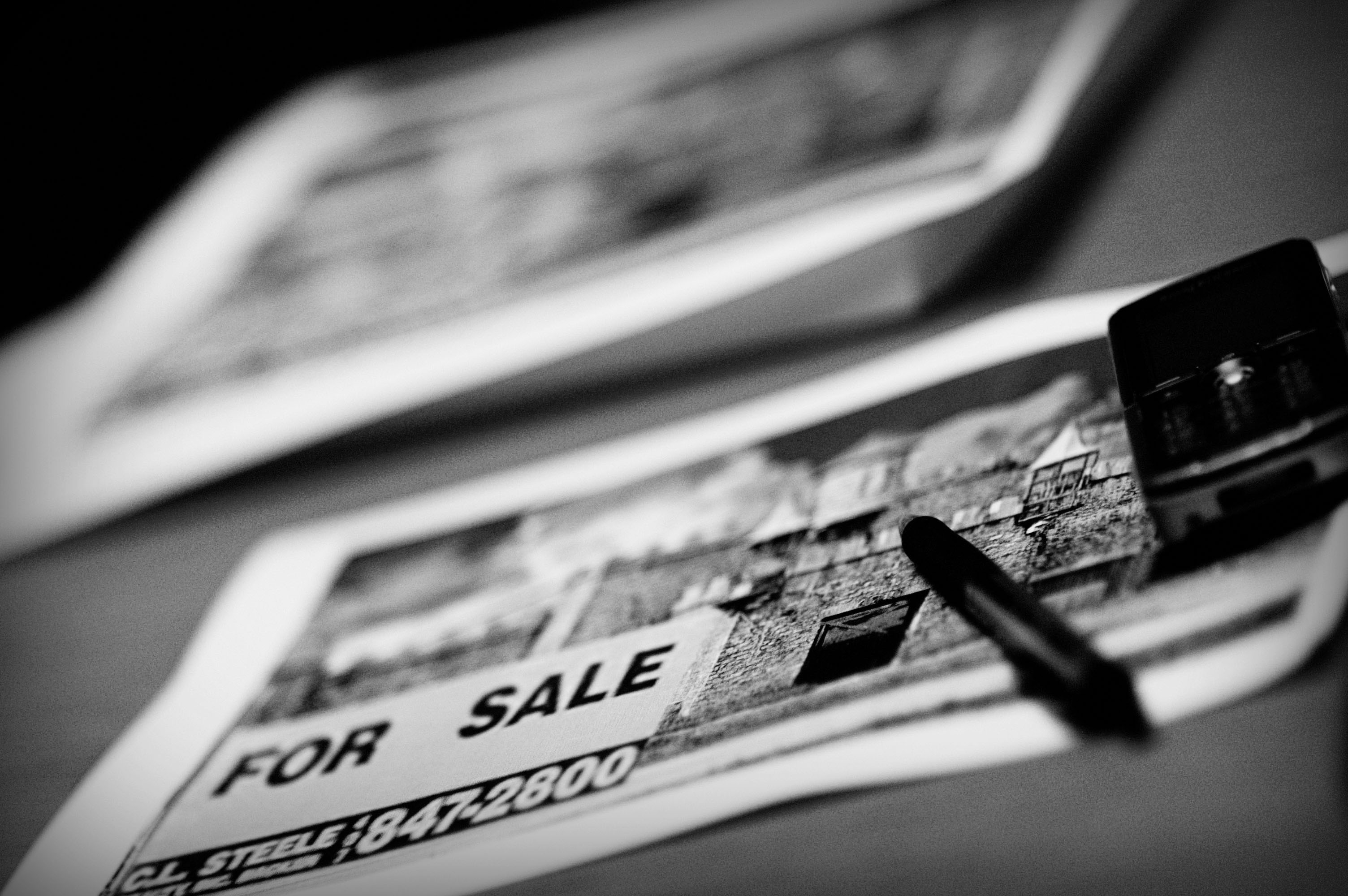
Classificados

Classificados são uma forma de publicidade comum em jornais, revistas e na internet. Esses anúncios permitem que pessoas físicas e jurídicas promovam produtos, serviços ou oportunidades, como venda de imóveis, veículos usados e vagas de emprego.
Originalmente veiculados em edições impressas, os classificados migraram para o ambiente digital com o avanço da tecnologia, ampliando o alcance e a praticidade das publicações. Atualmente, é possível anunciar por meio de plataformas online especializadas ou diretamente nos sites de jornais, com possibilidade de segmentação geográfica, categórica e por palavras-chave.

## História

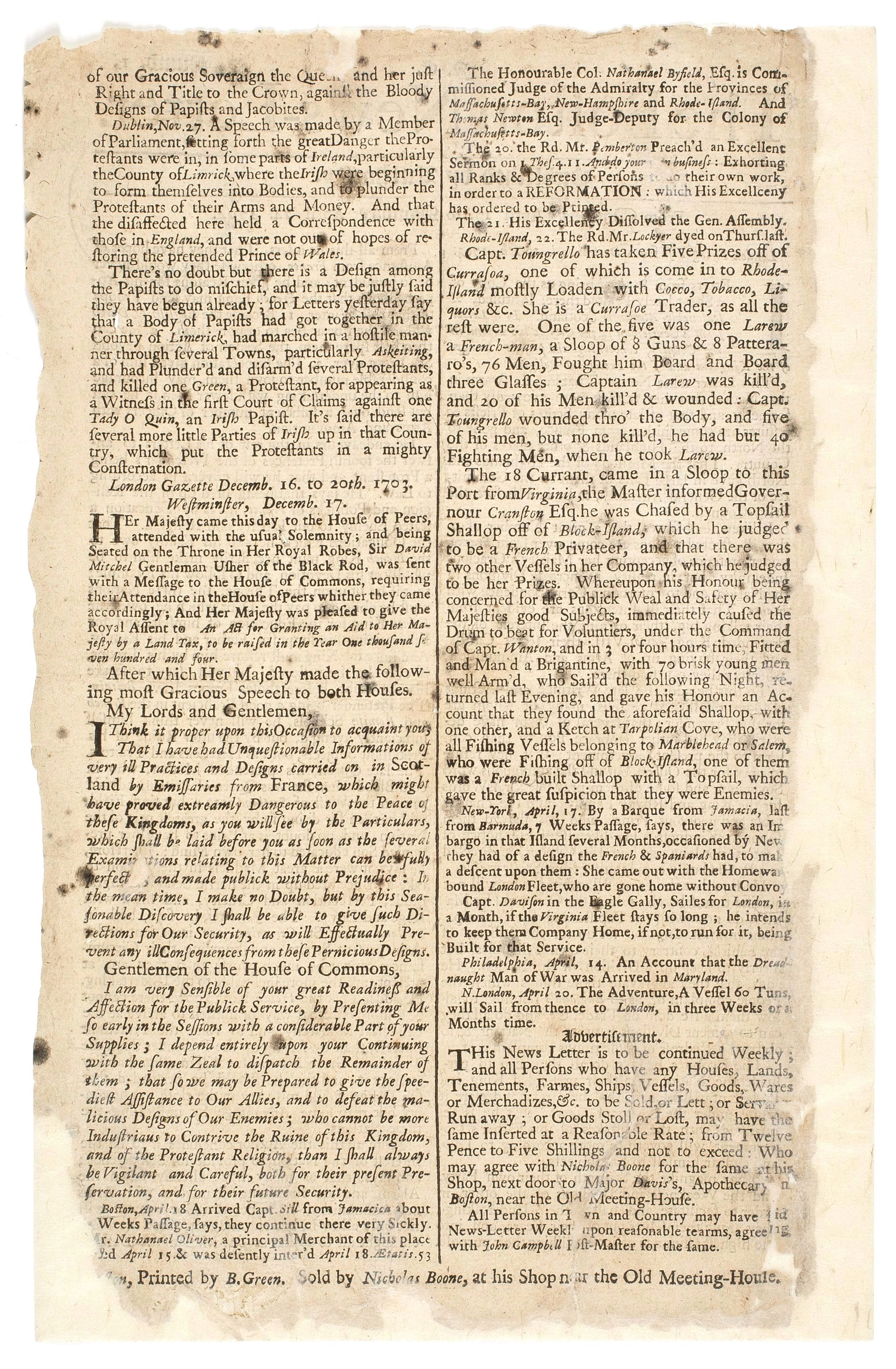
Classificado no primeiro número do The Boston News-Letter (canto inferior direito), 17 de abril de 1704.

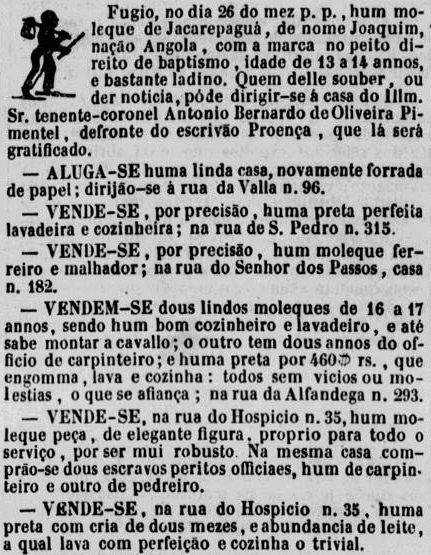
Classificados no Jornal do Commercio, 1840.

Os primeiros registros de anúncios classificados datam da Antiguidade. Em Tebas, foi encontrado um anúncio escrito em papiro datado do Terceiro milênio a.C. .
Na imprensa moderna, o primeiro classificado conhecido surgiu em 1704, no jornal The Boston News-Letter.
Com a chegada da internet, jornais passaram a disponibilizar seus classificados em ambiente digital, resultando em queda na receita dos anúncios impressos e crescimento das plataformas online. O formato digital permitiu maior alcance, interatividade e redução de custos de veiculação.